# Arcidiocesi di La Plata
L'arcidiocesi di La Plata (in latino Archidioecesis Platensis) è una sede metropolitana della Chiesa cattolica in Argentina. Nel 2023 contava 915.000 battezzati su 1.059.000 abitanti. È retta dall'arcivescovo Gustavo Oscar Carrara.

## Territorio
L'arcidiocesi comprende cinque distretti della provincia di Buenos Aires: Berisso, Ensenada, La Plata, Magdalena e Punta Indio.
Sede arcivescovile è la città di La Plata, dove si trova la cattedrale dell'Immacolata Concezione. A La Plata sorgono anche due basiliche minori: la basilica di San Ponziano, che fu la prima cattedrale della diocesi, e la basilica del Sacro Cuore di Gesù.
Il territorio si estende su 4.652 km² ed è suddiviso in 77 parrocchie.

### Provincia ecclesiastica
La provincia ecclesiastica di La Plata, istituita nel 1934, comprende le seguenti suffraganee:
- diocesi di Azul,
- diocesi di Chascomús,
- diocesi di Mar del Plata.

## Storia
La diocesi di La Plata fu eretta il 15 febbraio 1897 con la bolla In Petri Cathedra di papa Leone XIII, ricavandone il territorio dall'arcidiocesi di Buenos Aires, di cui originariamente era suffraganea.
Nel 1909 incorporò parte dei territori del vicariato apostolico della Patagonia settentrionale, contestualmente soppresso.
Il seminario diocesano, dedicato a san Giuseppe, fu istituito il 10 gennaio 1922.
Il 20 aprile 1934 ha ceduto porzioni del suo territorio a vantaggio dell'erezione delle diocesi di Azul, di Bahía Blanca (oggi arcidiocesi) e di Mercedes (oggi arcidiocesi di Mercedes-Luján) e contestualmente è stata elevata al rango di arcidiocesi metropolitana con la bolla Nobilis Argentinae nationis di papa Pio XI.
Il 10 giugno 1959, con la lettera apostolica Salutare sidus, papa Giovanni XXIII ha proclamato l'Immacolata Concezione patrona principale dell'arcidiocesi. Il 19 novembre 1965, con la lettera apostolica Pietatis certum, papa Paolo VI ha proclamato san Ponziano papa patrono secondario dell'arcidiocesi.
Successivamente, ha ceduto a più riprese porzioni del suo territorio a vantaggio dell'erezione di nuove diocesi e in particolare:
- alla diocesi di San Nicolás de los Arroyos il 3 marzo 1947;
- alle diocesi di Lomas de Zamora, di Mar del Plata, di Morón e di San Isidro l'11 febbraio 1957;
- alla diocesi di Avellaneda (oggi diocesi di Avellaneda-Lanús) il 10 aprile 1961.

Inoltre, il 2 marzo 1964, per far coincidere i confini ecclesiastici con quelli dei dipartimenti civili, l'arcidiocesi di La Plata ha ceduto alcune parrocchie alla diocesi di Avellaneda e alla diocesi di Lomas de Zamora.
Il 5 maggio 1967, in forza della bolla Qui divino consilio dello stesso papa Paolo VI, le diocesi di Avellaneda e di Lomas de Zamora, che erano suffraganee di La Plata, sono state trasferite alla provincia ecclesiastica di Buenos Aires.
Il 19 giugno 1976 e il 27 marzo 1980 ha ceduto altre porzioni del suo territorio a vantaggio dell'erezione rispettivamente delle diocesi di Quilmes e di Chascomús.
Non si confonda questa circoscrizione ecclesiastica con la storica "arcidiocesi di La Plata", oggi denominata arcidiocesi di Sucre, che fino al 1865 esercitò giurisdizione metropolitana su questo stesso territorio.

## Cronotassi dei vescovi
Si omettono i periodi di sede vacante non superiori ai 2 anni o non storicamente accertati.
- Mariano Antonio Espinosa † (8 febbraio 1898 - 31 agosto 1900 nominato arcivescovo di Buenos Aires)
- Juan Nepomuceno Terrero y Escalada † (12 dicembre 1900 - 10 gennaio 1921 deceduto)
- Francisco Alberti † (13 luglio 1921 - 27 giugno 1938 deceduto)
- Juan Pascual Chimento † (26 ottobre 1938 - 25 dicembre 1946 deceduto)
- Tomás Juan Carlos Solari † (20 settembre 1948 - 13 maggio 1954 deceduto)
- Antonio José Plaza † (14 novembre 1955 - 18 dicembre 1985 ritirato)
- Antonio Quarracino † (18 dicembre 1985 - 10 luglio 1990 nominato arcivescovo di Buenos Aires)
- Carlos Walter Galán Barry † (8 maggio 1991 - 12 giugno 2000 ritirato)
- Héctor Rubén Aguer (12 giugno 2000 succeduto - 2 giugno 2018 ritirato)
- Víctor Manuel Fernández (2 giugno 2018 - 1º luglio 2023 nominato prefetto del Dicastero per la dottrina della fede)
- Gabriel Antonio Mestre (28 luglio 2023 - 27 maggio 2024 dimesso)[7]
- Gustavo Oscar Carrara, dal 21 novembre 2024

## Statistiche
L'arcidiocesi nel 2023 su una popolazione di 1.059.000 persone contava 915.000 battezzati, corrispondenti all'86,4% del totale.
| anno | popolazione | popolazione | popolazione | presbiteri | presbiteri | presbiteri | presbiteri                | diaconi | religiosi | religiosi | parrocchie |
| anno | battezzati  | totale      | %           | numero     | secolari   | regolari   | battezzati per presbitero | diaconi | uomini    | donne     | parrocchie |
| ---- | ----------- | ----------- | ----------- | ---------- | ---------- | ---------- | ------------------------- | ------- | --------- | --------- | ---------- |
| 1950 | 2.740.000   | 3.500.000   | 78,3        | 692        | 317        | 375        | 3.959                     |         | 624       | 2.503     | 167        |
| 1966 | 670.000     | 700.000     | 95,7        | 191        | 118        | 73         | 3.507                     |         | 117       | 595       | 64         |
| 1970 | 730.000     | 770.000     | 94,8        | 198        | 120        | 78         | 3.686                     |         | 112       | 600       | 69         |
| 1976 | 750.000     | 800.000     | 93,8        | 185        | 115        | 70         | 4.054                     | 1       | 86        | 550       | 56         |
| 1980 | 793.000     | 843.000     | 94,1        | 187        | 117        | 70         | 4.240                     | 5       | 101       | 550       | 72         |
| 1990 | 642.550     | 755.940     | 85,0        | 152        | 105        | 47         | 4.227                     | 6       | 61        | 435       | 64         |
| 1999 | 709.000     | 836.000     | 84,8        | 134        | 95         | 39         | 5.291                     | 5       | 54        | 356       | 66         |
| 2000 | 716.000     | 845.000     | 84,7        | 134        | 92         | 42         | 5.343                     | 5       | 57        | 362       | 66         |
| 2001 | 648.647     | 763.115     | 85,0        | 142        | 94         | 48         | 4.567                     | 5       | 120       | 356       | 64         |
| 2002 | 617.596     | 726.583     | 85,0        | 140        | 96         | 44         | 4.411                     | 5       | 114       | 373       | 65         |
| 2003 | 637.500     | 750.000     | 85,0        | 157        | 106        | 51         | 4.060                     | 5       | 120       | 373       | 65         |
| 2004 | 637.500     | 750.000     | 85,0        | 157        | 106        | 51         | 4.060                     | 5       | 127       | 375       | 65         |
| 2013 | 862.000     | 935.000     | 92,2        | 156        | 122        | 34         | 5.525                     | 4       | 59        | 322       | 72         |
| 2016 | 872.000     | 991.000     | 88,0        | 160        | 124        | 36         | 5.450                     | 4       | 64        | 322       | 76         |
| 2019 | 898.880     | 1.040.280   | 86,4        | 144        | 129        | 15         | 6.242                     | 7       | 45        | 333       | 75         |
| 2021 | 898.880     | 1.040.280   | 86,4        | 136        | 121        | 15         | 6.609                     | 4       | 45        | 333       | 78         |
| 2023 | 915.000     | 1.059.000   | 86,4        | 129        | 116        | 13         | 7.093                     | 7       | 43        | 350       | 77         |

## Galleria d'immagini

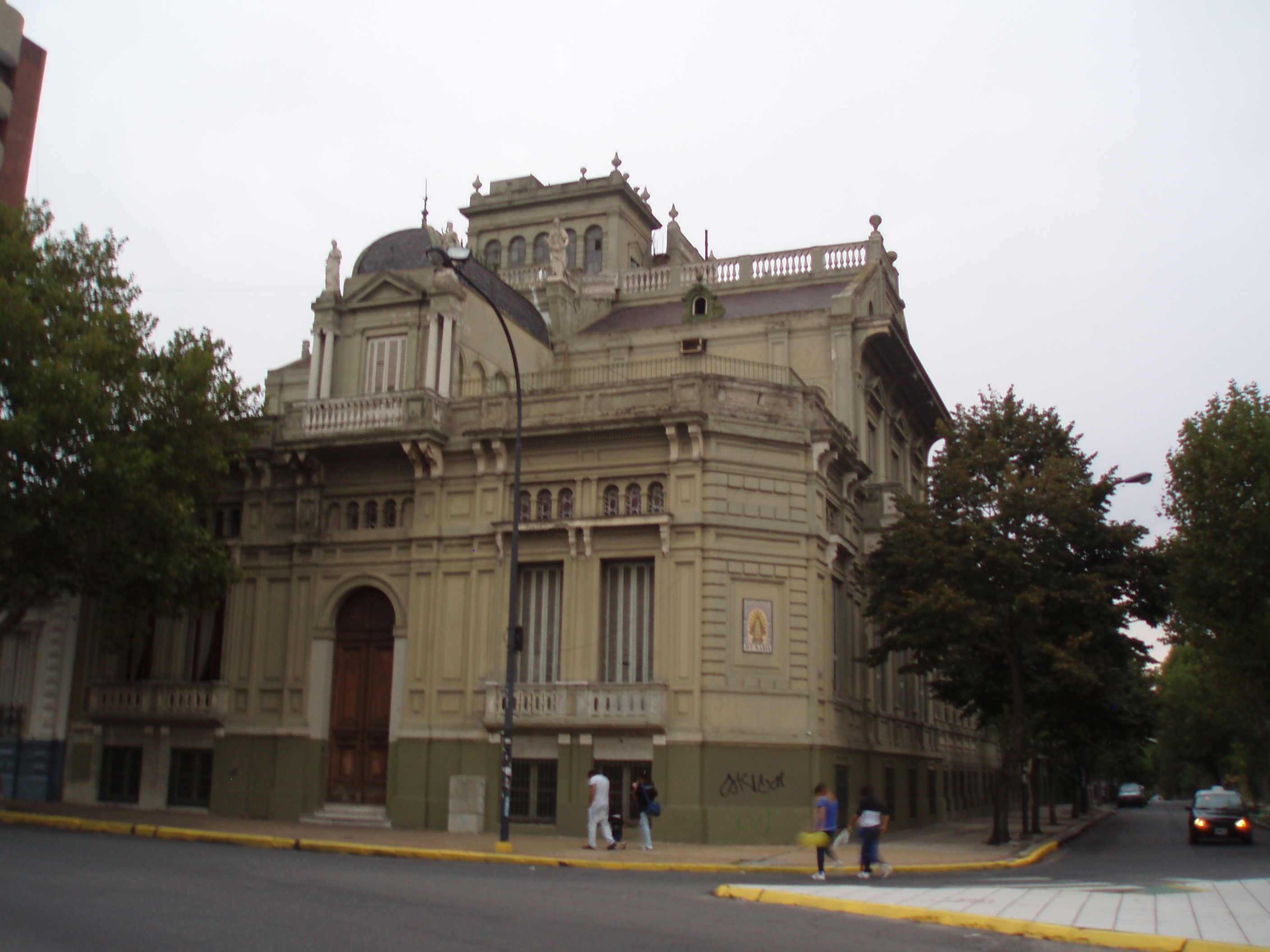
Il palazzo arcivescovile
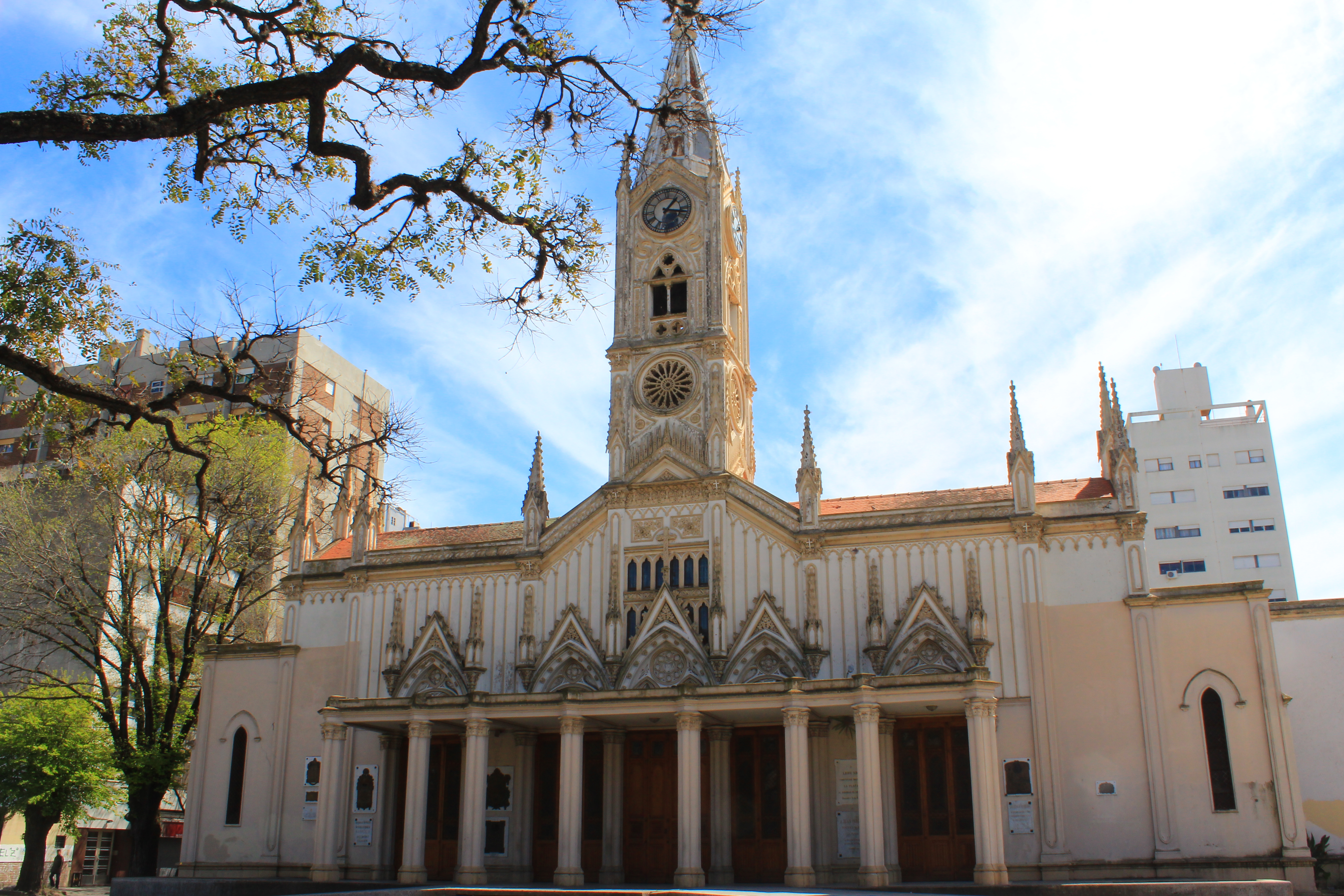
La basilica di San Ponziano
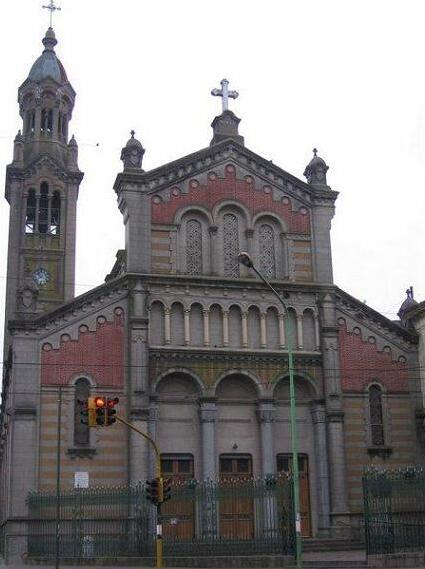
La basilica del Sacro Cuore